# Facundo Cabral
Facundo Cabral, nascut Rodolfo Enrique Cabral (La Plata, Buenos Aires, 22 de maig de 1937 - Ciutat de Guatemala, 9 de juliol de 2011) fou un cantautor, poeta, escriptor i filòsof argentí, que combinà elements literaris com la sàtira, la ironia i l'humor juntament amb fonaments religiosos com l'autorealització; morals com el lliurepensament i la tolerància social; polítics com la transversalitat; i filosòfics com l'hedonisme. Fou conegut artísticament com a Indio Gasparino —a l'inici de la seva carrera— i Facundo Cabral.
L'artista, a més de compondre cançons, recitava monòlegs als concerts i aprofitava les entrevistes per reflexionar amb l'entrevistador.
Cabral representà en les seves obres el concepte de globalització cultural i es definí admirador de Jesús, Atahualpa Yupanqui, Krishnamurti, Borges, Whitman i Teresa de Calcuta -persones a les que cità constantement en els seus monòlegs reflexius-.
La seva cançó més coneguda era «No soy de aquí ni soy de allá» la qual va improvisar durant un dels seus concerts. Les seves cançons van ser també interpretades per altres cantants com Alberto Cortez, Juan Luis Guerra i Joan Manuel Serrat. Va cantar en molts llocs del món i va esdevenir popular a l'Argentina a principi de la dècada de 1980. Facundo Cabral va ser designat Ambaixador de la Pau per la UNESCO el 1996.
Va morir en ser disparats almenys vuit trets al seu cotxe durant una gira a Ciutat de Guatemala quan es dirigia a l'aeroport de La Aurora el 9 de juliol de 2011. El govern de Guatemala va informar al de l'Argentina que havia sigut un atac planificat. La premi Nobel guatemalteca Rigoberta Menchú va acudir a l'escena del crim i va dir que per a ella Facundo Cabral «era un mestre» i que el cantant «s'estimava Guatemala moltíssim».

## Biografia
Un dia abans del seu naixement, el seu pare va marxar de casa. La seva mare i els seus altres set germans vivien a casa de l'avi patern de Facundo Cabral, que en va expulsar la resta de la família. Cabral afirmà uns anys més tard que el seu naixement es va produir en un carrer de la ciutat de La Plata.
Els seus primers anys els va passar a Berisso, localitat al costat de La Plata. Posteriorment, la mare de Cabral i els seus fills emigraren cap a la Terra del Foc, al sud de l'Argentina.
Als 9 anys, fugí de casa i va estar desaparegut quatre mesos. La seva intenció inicial era arribar fins a Buenos Aires per conèixer qui era aleshores el president de l'Argentina Juan Domingo Perón, ja que tenia la referència que el mandatari «donava feina als pobres».
Després d'una llarga travessia, transportat per diferents persones, en arribar a la capital, un venedor de la «Fira Franca» li va donar l'adreça de la Casa Rosada; però aquell home li va dir de seguida: «És molt difícil que t'atengui, perquè els presidents acostumen a ser gent ocupada; però jo vaig llegir en el diari que demà 19 de novembre anirà a La Plata perquè és l'aniversari de la ciutat. Vés-te'n allà.» Així que se'n va anar a La Plata, va dormir al costat de la Catedral de La Plata, i a l'endemà Facundo Cabral, estant encara un nen, va aconseguir esquivar el cercle policíac prop del mandatari i la seva esposa, Eva Perón. Quan un policia ho va agafar per apartar-lo, el president, que estava saludant cap a aquest costat, li va dir al policia: «Deixi'l venir», i va fer parar el seu auto descapotable que tenia un estrep al qual Facundo es va pujar tot seguit i va conversar amb tots dos. –Volia dir-me res?, li va preguntar el president. –Sí, hi ha treball?, va respondre Facundo. En un reportatge als anys 90, va confessar que Eva Perón, en aquest moment va dir la primera «frase ètica» que ell va escoltar a la seva vida, i que i va acompanyar sempre: «Per fi, algú que demana feina i no almoina.» Gràcies a aquesta conversa, va aconseguir que la seva mare obtingués feina i la resta de la família es traslladés a la ciutat de Tandil.
Facundo Cabral va tenir una infància dura i desprotegida; es va convertir en un marginal al punt d'ésser tancat en un reformatori perquè]s'havia convertit en alcohòlic des dels nou anys. Escapa i després cau pres als 14 anys pel seu caràcter violent. A la presó, un sacerdot jesuïta de nom Simón el va ensenyar a llegir i escriure, ho va posar en contacte amb la literatura universal i ho va impulsar a realitzar els seus estudis de'educació primària i secundària, els quals va portar a terme en tres anys, en lloc dels dotze que era el període normal ea Argentina. Un any abans de complir la seva condemna, Cabral va escapar de la presó, tot i que va rebre encara ajut del sacerdot. Gràcies a un rodamón, Cabral coneix la religió, encara que declarant-se lliurepensador, sense pertànyer a església alguna. Poc després, s'iniciaria com a músic i cantant en el medi artístic.

### Trajectòria artística
Cabral citaria així els seus inicis en el medi musical: «Vaig començar a cantar amb els paisans, amb la família Techeiro, a Tandil. El 24 de febrer de 1954, un vagabund em va recitar el sermó de la muntanya i vaig descobrir que estava naixent. Vaig córrer a escriure una cançó de bressol, Vuele bajo, i va començar tot.»
El 1959, ja tocava la guitarra i cantava música folklòrica, admirava Atahualpa Yupanqui i José Larralde, es va traslladar a Mar del Plata, ciutat balneària argentina, i va sol·licitar feina en un hotel; el propietari]el va veure amb la seva guitarra i li va donar l'oportunitat de cantar. Així va començar la seva carrera dedicada a la música; el seu primer nom artístic va ser El Indio Gasparino. Els seus primers enregistraments no van tenir gran repercussió. Després es va presentar amb el seu cognom veritable.
El 1970, va gravar No soy de aquí ni soy de allá que va consagrar el seu èxit. Va començar a ésser conegut en el món, va gravar en nou llengües amb cantants de la talla d'Alberto Cortez, Julio Iglesias, Pedro Vargas o Neil Diamond entre d'altres.

### Exili i retorn
Durant la Dictadura Argentina entre 1976-1983 era ja considerat un cantautor de protesta, el que ho va obligar a abandonar l'Argentina el 1976. Es va traslladar a Mèxic, on va continuar component i fent concerts. El 1984, va tornar a l'Argentina amb el seu nom consagrat. Va oferir un recital a l'Estadi Luna Park de Buenos Aires. Va seguir per Mar del Plata. El 1987, va fer una presentació a l'estadi de futbol de Ferrocarril Oest, a Buenos Aires, amb capacitat per a trenta-cinc mil persones. El 5 de maig de 1994, va començar una gira internacional.
Es va presentar en concerts al costat d'Alberto Cortez en «Lo Cortez no quita lo Cabral» unint humor i poesia amb les cançons que van fer famosos a tots dos intèrprets. El gener de 1996, tots dos van actuar a la ciutat de Mar del Plata, quan Alberto Cortez va haver d'ésser operat a causa d'una obstrucció en la caròtide, així que Cabral va continuar amb la gira de la que es va fer una gravació.
Ja quasi cec, ell pròpiament va resumir en una nota: «Va ser mut fins als 9 anys, analfabet fins als 14, va enviduar tràgicament als 40 i va conèixer el seu pare als 46. El més pagà dels predicadors compleix 70 anys i repassa la seva vida des de l'habitació d'hotel que va elegir com a última morada.»

### Mort
Els seus últims concerts els va realitzar en una gira a Amèrica Central. Es va presentar a la Ciutat de Guatemala dimarts 5 de juliol de 2011 a l'Expocenter del Grand Tikal Futura Hotel, a les vint hores on per acomiadar-se va expressar el següent: «Ja els vaig donar les gràcies a vostès; li les donaré a Quetzaltenango, i després que sigui el que Déu vulgui, perquè Ell sap el que fa.» El dijous 7 es va presentar on seria el seu últim concert, al Teatre Roma de la ciutat de Quetzaltenango, el qual va tancar interpretant la cançó No soy de aquí, ni soy de allá.
Va ser assassinat el 9 de juliol de 2011 prop de les 5:20 am, a Ciutat de Guatemala, víctima d'un atemptat aparentment dirigit a l'empresari Henry Fariña. L'empresari conduïa el cantautor i el seu representant a l'Aeroport Internacional La Aurora des de l'hotel on s'allotjava, per continuar a Nicaragua amb la seva gira de presentacions. L'atemptat va ser perpetrat per diversos sicaris que es dirigien en tres vehicles i armats amb fusells d'assalt al Boulevard Liberación de la mencionada ciutat, quedant únicament ferit l'empresari i mort el cantautor.
El juliol del 2012 fiscals nicaragüencs van dir que Cabral va ser assassinat per part d'una disputa entre Alejandro Jiménez González i Henry Fariña, tots dos membres de la colla Los Charros, aliada amb La Família Michoacana i involucrada en el rentatge de diners en quantitats de més de mil milions de dòlars. El càrtel Los Charros, lligat a la ja fracturada Família Michoacana, va establir la seva xarxa centreamericana amb suport d'Alejandro José Jiménez González, el Palidejo, principal sospitós de l'assassinat del trobador argentí Facundo Cabral. El Palidejo va ser condemnat per l'assassinat de Facundo Cabral el 7 d'abril de 2016.

## Discografia
- Gracias a la vida
- Facundo Cabral 2
- Sentires
- Reflexiones
- La puerta abierta (amb Alberto Cortez)
- Este es un nuevo dia
- Recuerdos de oro
- Lo Cortez no quita lo Cabral (amb Alberto Cortez)
- El oficio de cantor
- Secreto
- Época de oro (RCA Victor/Sony-BMG Music)
- Cortezías y Cabralidades
- El Carnaval Del Mundo
- Mi Vida amb Waldo de los Ríos
- Pateando Tachos
- Entre Dios y El Diablo
- Ferrocabral (1984, Universal Music)
- El Mundo Estaba Tranquilo Cuando Yo Nací
- No estas deprimido, estás distraído (2005, Audiolivro)
- Cantar sólo cantar / Cabral sólo Cabral 1 (2006)
- Cantar sólo cantar / Cabral sólo Cabral 2 (2006)
- El Mundo estaba bastante tranquilo cuando yo nací
- Cabralgando
- Hombre de siempre...
- Mi Vida
- Con Waldo de los Ríos
- Pateando tachos
- Entre Dios y el Diablo

## Obra literària
- Paraíso a la deriva
- Conversaciones con Facundo Cabral
- Mi Abuela y yo
- Salmos
- Borges y yo
- Ayer soñé que podía y hoy puedo
- Cuaderno de Facundo